# Пионерка (пещера)
Пионе́рка — карстовая пещера на Украине, расположена на территории Черновицкого района Черновицкой области, западнее села Погореловка. С 1981 года имеет статус геологического памятника природы государственного значения. Площадь памятника 1 гектар.

## Описание пещеры
Длина пещеры 530 м, перепад высот 15 м, высота входа 2,1 м. Пещера четыреэтажная. Максимальная ширина ходов 3-4 м, высота 1-6 м. Основная ценность — наличие разновозрастных фрагментов 7 стадии развития карстового процесса. Температурный режим разный на разных этажах и зависит от времен года. В зимнее время в входной части формируется мощная ледяная колонна, которая иногда держится до мая. В пещере отмечена зимовка небольшой группы летучих мышей.